# سقوط شوالیه (مجموعه تلویزیونی)
سقوط شوالیه (انگلیسی: Knightfall) یک مجموعه تلویزیونی در سبک داستان تاریخی درام و ساخته شده توسط دان هندفیلد و ریچارد راینر برای شبکه هیستوری است که در جمهوری چک و کرواسی فیلم‌برداری شده. این سریال در تاریخ ۶ دسامبر ۲۰۱۷ در ایالات متحده عرضه شد.
این سریال داستان شوالیه‌های معبد را بازگو می‌کند. سریال ۱۵ سال بعد از سقوط شهر عکا شروع می‌شود؛ شهری که آخرین پایگاه شوالیه‌ها در سرزمین مقدس و البته محل گم شدن جام مقدس نیز است. سال‌ها بعد سر نخی از محل این جام به دست می‌آید و شوالیه‌های معبد به رهبری شوالیه‌ای شجاع و قدرتمند به نام لاندری راهی مأموریتی برای یافتن آن می‌شوند.فصل سوم این سریال لغو شد